# Eirunepé
Eirunepé es un municipio de Brasil situado en el estado de Amazonas, con una población de 42.903 habitantes. Está situada a 1.281 km de Manaus. Posee un área de 15.832 km². La formación Solimões aflora en el municipio.